# Paraíso, Francisco León
Paraíso är en ort i Mexiko.   Den ligger i kommunen Francisco León och delstaten Chiapas, i den sydöstra delen av landet, 700 km öster om huvudstaden Mexico City. Paraíso ligger 806 meter över havet och antalet invånare är 108.
Terrängen runt Paraíso är kuperad norrut, men söderut är den bergig. Runt Paraíso är det ganska glesbefolkat, med 47 invånare per kvadratkilometer. Närmaste större samhälle är Copainalá, 15,8 km söder om Paraíso. I omgivningarna runt Paraíso växer i huvudsak städsegrön lövskog.